# Gocea ohridana
Espèce
Statut de conservation UICN

 CR B1ab(iii)+2ab(iii) : 
En danger critique
Gocea ohridana est une espèce de gastéropodes de la famille des Hydrobiidae. Endémique du lac d'Ohrid en Macédoine du Nord, l'espèce est considérée comme en danger critique d'extinction par l'Union internationale pour la conservation de la nature qui l'a inscrite sur sa liste des 100 espèces les plus menacées au monde en 2012.

## Systématique
L'espèce Gocea ohridana a été décrite en 1956 par le malacologiste Slave D. Hadžišče (d) (1910-1982).